# Dosewallips State Park
Der Dosewallips State Park ist ein State Park im Jefferson County im US-Bundesstaat Washington. Der 172 Hektar große Park liegt etwa 800 Meter südlich von Brinnon am U.S. Highway 101 am Fuß der Olympic Mountains. Der Park liegt am Südufer des Dosewallips River an seiner Mündung in den Hood Canal. Sowohl zum Hood Canal als auch zum Dosewallips River hat er je über 1500 Meter Uferlinie.
Im Winter lebt eine Wapitiherde im Parkgebiet. Der klare Dosewallips River dient vier Lachsarten als Laichgebiet, so dass im Fluss nach Lachsen und Regenbogenforellen geangelt werden kann. In den Salzmarschen am Hood Canal können Muscheln gesucht werden.

## Geschichte und touristische Anlagen
Das flache Gebiet wurde im 19. Jahrhundert von Weißen besiedelt und Dose Meadows genannt. Im Südosten des Parks ist noch der Gleisverlauf einer Bahnlinie erkennbar, auf der Holzstämme aus den Bergen zum Hood Canal transportiert wurden, in dem sie dann zu den Sägewerken am Puget Sound geflößt wurden. Das Gelände für den State Park wurde in vier Abschnitten zwischen 1954 und 1972 vom Staat Washington für insgesamt 72.520 US-$ erworben.

Der Park verfügt über einen Campingplatz mit 40 Wohnmobil- und über 90 Zeltplätzen, über eine Bootsrampe und über einen Picknickplatz. Durch den Park verlaufen etwa sechs Kilometer Fuß- und Radwege. 2004 wurde der Park von 387.000 Gästen, davon über 38.000 Übernachtungsgästen besucht.

## Weitere State Parks am Hood Canal
An den Ufern des Hood Canal liegen fünf kleinere State Parks bzw. Public Land-Gebiete, die vom Dosewallip State Park mit verwaltet werden. Diese öffentlichen Küstenstreifen sollen Besuchern den Zugang zum Ufer des Hood Canal gewähren.

### Pleasant Harbor State Park
Etwa zwei Kilometer südlich des Dosewallips State Park liegt der Pleasant Harbor State Park. Der Park liegt ebenfalls am Highway 101 und verfügt über einen 36 Meter langen Bootssteg, an der Boote über Nacht festmachen können. Das 4000 m² große Gelände wurde 1955 vom Staat erworben. Angrenzend befindet sich eine privat betriebene Marina.

### Triton Cove State Park
Elf Kilometer südlich des Dosewallips State Park liegt der Triton Cove State Park am Highway 101. Der elf Hektar große State Park dient als Tagesausflugsziel und hat eine 180 m lange Uferlinie mit einer Bootsrampe. In den 1930er Jahren befand sich auf dem Gelände eine Tankstelle und ein Geschäft. Nach dem Zweiten Weltkrieg wurde das Gelände als private Feriensiedlung genutzt, bis es 1990 vom Staat Washington erworben wurde.

### Right Smart Cove
Etwa fünf Kilometer nördlich des Dosewallips State Park liegt in einer schmalen Bucht Right Smart Cove. Der 60 Meter lange Küstenstreifen wurde in zwei Teilen 1978 und 1988 vom Staat erworben.

### H.J. Charoll Property
Am Pulali Point, etwa drei Kilometer weiter nördlich, liegt H.J. Charroll Property. Das Gelände hat jedoch keinen öffentlichen Zugang von der Landseite und kann so nur per Boot erreicht werden. Ein Mr. H.J. Charroll schenkte das ein Hektar große Gelände mit 170 m Küstenlinie 1976 dem Staat als „Mini-Marine-Park“.

### Toandos Tideliands
Die Toandos Tidelands liegen an der Südspitze der Toandos Halbinsel und umfassen einen 3180 m langen Uferstreifen zwischen Tskutsko Point und Oak Head.